# ژان کوادیو
ژان کوادیو (انگلیسی: Jean Kouadio؛ زادهٔ ۱۱ ژانویهٔ ۲۰۰۰) بازیکن فوتبال است.